# Oracle Corporation

Oficines centrals d'Oracle a Redwood City (Califòrnia, Estats Units).

Oracle Corporation és una companyia que desenvolupa programari per gestionar empreses i administrar bases de dades electròniques, i productes relacionats. Fundada el 1977, és una companyia líder en el seu sector. El 2005, tenia al voltant de 50.000 empleats en 145 països.

## Història
Els enginyers, Larry Ellison, Ed Oates i Bob Miner, funden el 1977 una empresa de consultoria anomenada Software Development Laboratories (SDL) i temps després obtenen un contracte amb la CIA per dissenyar un sistema especial de bases de dades amb codi clau "Oracle". Ellison i Miner havien llegit un article en la revista IBM Journal of Research and Development on es descrivia una versió preliminar del llenguatge SQL, basat en l'article de E.F.Codd on proposa el model relacional: "A Relational Model of Data for Large Shared Data Banks". 
L'any 1979 i buscant la coherència amb els seus objectius empresarials, SDL canvia de nom a Relational Software Incorporated  (RSI). La companyia busca tenir un producte que fos compatible amb l'SQL de IBM, i a més enfocar-se en el mercat dels miniordinadors, abastant així un segment que en aquests moments a IBM no li interessava.
L'any 1982 RSI canvia el seu nom a Oracle Systems Corporation, i poc després s'escurça a l'actual "Oracle Corporation". El següent any comença a comercialitzar Oracle V3, agregant el maneig de transaccions a través de les instruccions COMMIT i ROLLBACK. De fet, el producte és recodificat a C el que permet expandir les plataformes d'execució per incloure els entorns Unix, quan fins llavors era només sobre Digital VAX /VMS.
El 1984, Oracle V4 suporta consistència de lectura i l'any 1985 Oracle V5 comença a suportar el model client/servidor per unir-se a l'auge de l'aparició de les xarxes. A més es suporta l'execució de consultes (queries).
El 1989 llancen al mercat l'ERP d'Oracle, conegut com a Oracle Financials®, al costat de la versió 6 del motor, que afegeix un llenguatge procedural (Pl/Sql), bloqueig a nivell de  fila i les possibilitats de fer consultes sense la necessitat d'acabar els processos involucrats.
El 1992, per convertir-se en una base de dades completa, apareix Oracle V7h, on la "h" ve de "Datawarehouse", encara que el més significatiu és el suport de la integritat referencial, l'emmagatzematge i execució de programes escrits a la pl/Sql dins del motor i la definició de triggers de base de dades.
El 1997, sent Internet ja una realitat i amb els nous paradigmes de programació començant a aparèixer per intentar desplaçar als paradigmes imperatius, Oracle V8 comença a suportar desenvolupaments orientats a objectes i l'emmagatzematge i execució de contingut multimèdia, i l'any 1999 surt a la llum Oracle 8i per estar a to amb els requeriments de la Internet, d'on es derivi la "i" del nom. A més, el motor incorpora una Màquina Virtual Java (Java Virtual Machine) interna per suportar l'emmagatzematge i execució de codi Java dins del motor.
El 2001, Oracle 9i porta més de 400 noves característiques incloent l'habilitat de manipular documents XML, opcions d'alta disponibilitat, bases de dades en clúster. Un avanç important es fa sobre la definició de Bases de Dades Virtuals (VPD), autenticació via LDAP i en l'autoadministració de la base de dades.
El 2003, Oracle Corporation llança Oracle 10g, on la "g" ve de "Grid", incorporant el maneig i administració de bases de dades Grid Computing, un conjunt de bases de dades l'administració d'espai, recursos i serveis poden administrar-se com si fossin una de sola.
El 2007, Oracle va anunciar l'última versió de la base de dades en la ciutat de Nova York, l'anomena Oracle 11g, el següent pas en la història de la innovació tecnològica d'Oracle Corporation.
Durant la primera dècada del segle xxi, Oracle es va caracteritzar per realitzar una sèrie d'adquisicions per ampliar el seu mercat, que per anys són:
- 2004: Oracle compra  PeopleSoft  per 10.500 milions de dòlars.
- 2005: adquireix  Siebel Systems  per 5.850 milions de dòlars.
- 2007: adquireix  Hyperion Solutions  per 3.300 milions de dòlars.
- 2008: adquireix  BEA Systems  per 8.500 milions de dòlars (5.752 milions d'euros). [4][5] a més, a l'agost adquireix  GKS [6] i al novembre compra  RuleBurst Holdings Limited , l'empresa matriu de  Haley Limited .[7]
- 2009: el 20 d 'abril s'anuncia l'adquisició deSun Microsystems, en una operació que ronda els 7.400 milions de dòlars. [8] i que amplia enormement la cartera de serveis d'Oracle. El 27 de gener de 2010 es va completar la compra.[9]
- 2011: a l'abril, Oracle adquireix l'empresa britànica  Datanomic . Al juny, Oracle publica al seu lloc web a la compra de Pillar Data Systems[10] i l'empresa Fatwire software, especialitzada en programari empresarial. Al juliol, també adquireix l'empresa Ksplice Inc i Inquira '. [11] El 24 d'octubre Oracle anuncia l'adquisició de la companyia de núvol '' RightNow Technologies  per 1.500 milions de dòlars.
- 2012: al febrer, Oracle compra la firma de gestió de software Taleo per 1.900 milions de dòlars. [12] A l'abril compra Clear Trial. Al maig Oracle compra Vitrue, una empresa de màrqueting social basada en el cloud, l'operació està valorada en uns 239 milions de dòlars. [13] al juny Oracle anuncia l'adquisició de Collective Intellect, que ofereix una aplicació d'intel·ligència social basada en el cloud[14]
- 2014: al febrer Oracle anuncia la compra de Bluekai, empresa de big data basada en el núvol. [15]
- 2016: Oracle anuncia la compra de NetSuite,[16] que té un centre de desenvolupament a Barcelona. El 2018, aquest centre es trasllada a la Torre Glòries i al 2021 les oficines centrals d'Oracle també s'hi traslladen.

Al setembre de 2014, el seu fundador, Larry Ellison, es retira de la direcció general de la companyia quedant com a President Executiu de la Junta Directiva i Director General de Tecnologia.  En el seu lloc van ser nomenats per reemplaçar-lo com a directors generals Safra Catz i Mark Hurd.
- 2018: al gener la companyia compra Zenedge, startup especialitzada en seguretat digital. [19]

El juny de 2018 l'empresa ubica una seu europea a la Torre Glòries de la ciutat de Barcelona.

## Productes
- Oracle Database
- MySQL
- Java
- Oracle Solaris
- Berkeley DB
- NetBeans
- Storagetek